# Darussalam (Peusangan Selatan)
Darussalam is een bestuurslaag in het regentschap Bireuen van de provincie Atjeh, Indonesië. Darussalam telt 842 inwoners (volkstelling 2010).